# Nickelodeon All-Star Brawl
Nickelodeon All-Star Brawl è un videogioco picchiaduro crossover sviluppato da Ludosity e Fair Play Labs e pubblicato da GameMill Entertainment. È il primo gioco per console della lunga serie di giochi per browser e giochi per dispositivi mobili Nickelodeon Super Brawl. Con personaggi di vari serie televisive di Nickelodeon, il gioco è stato reso disponibile il 5 ottobre 2021 per Microsoft Windows, PlayStation 4, PlayStation 5, Xbox One, Xbox Series X/S e Nintendo Switch.

## Modalità di gioco
Nickelodeon All-Star Brawl presenta un gameplay simile alla serie Super Smash Bros. di Nintendo, dove i giocatori combattono su diversi livelli e tentano di buttare gli avversari fuori dai confini dell'arena. Ogni livello offre un'interfaccia diversa, con alcuni di essi che presentano anche pericoli aggiuntivi che possono causare dei danni ai personaggi. Il movimento si svolge su un piano bidimensionale, con i personaggi in grado di muoversi correndo, saltando, facendo un doppio salto o eseguendo uno scatto a mezz'aria in otto direzioni. I personaggi hanno tre diversi tipi di attacchi: attacchi leggeri, che sono deboli ma veloci e possono essere usati per eseguire delle combo; attacchi forti, che sono più lenti ma infliggono più danni e respingono gli avversari; attacchi speciali, le cui proprietà variano a seconda del personaggio. È inoltre possibile eseguire diversi attacchi spingendo su o giù in combinazione con uno dei pulsanti di attacco. I giocatori possono anche afferrare e lanciare avversari o proiettili nemici, anche in aria, e proteggersi dagli attacchi senza penalità, anche se nel farlo verranno respinti. È presente inoltre la funzione strafe, che permette ai giocatori di scorrere lateralmente senza cambiare la direzione in cui guarda; questo può essere usato per continuare ad attaccare un avversario mentre ci si sta allontanando da lui. Man mano che i personaggi subiscono danni, la quantità di contraccolpo causata dagli attacchi degli avversari aumenterà, rendendoli più facili da buttare fuori dal campo di gioco.
Il gioco supporta il multiplayer locale e online per un massimo di quattro giocatori, con la funzionalità online del gioco che utilizza il netcode di rollback sulle piattaforme supportate. Il gioco presenta anche una modalità arcade per giocatore singolo e una modalità "Sport", basata sul tipo di gioco "Slap Ball" tratto del precedente gioco di combattimento del team di sviluppo, Slap City. Nella modalità Sport, i giocatori devono lanciare una palla nella porta dell'avversario, potendo scegliere fra diversi tipi di palle con proprietà diverse, come ad esempio i palloni da calcio che non possono essere afferrati. I giocatori possono sbloccare delle immagini e visualizzarle in una galleria di gioco, possono sbloccare la musica per il test audio del gioco e le icone per il loro profilo online.

## Personaggi giocabili
Il gioco base presenta 20 personaggi giocabili da 13 serie di Nickelodeon, con due personaggi aggiuntivi distribuiti poco dopo il rilascio. I contenuti aggiuntivi sono impostati per essere rilasciati come contenuto scaricabile. Ogni personaggio ha anche il proprio scenario basato sulla serie di origine.
Da SpongeBob:
- Spongebob Squarepants
- Patrick Stella
- Sandy

Da Avatar - La leggenda di Aang:
- Aang
- Toph

Da La leggenda di Korra:
- Korra

Da A casa dei Loud:
- Lincoln Loud
- Lucy Loud

Da Tartarughe Ninja alla riscossa:
- Leonardo
- Michelangelo
- April O' Neil
- Shredder (DLC gratuito)

Da The Ren & Stimpy Show:
- Ren e Stimpy
- Powdered Toast Man

Da Invader Zim:
- Zim

Da CatDog:
- CatDog

Da La famiglia della giungla:
- Nigel Thornberry

Da Danny Phantom:
- Danny Phantom

Da Aaahh!!! Real Monsters:
- Oblina

Da Hey, Arnold!:
- Helga

Da I Rugrats:
- Reptar

Da Garfield:
- Garfield (DLC gratuito)

Da Teenage Robot:
- Jenny (DLC)

Da Le avventure di Jimmy Neutron:
- Hugh Neutron (DLC estate 2022)[6]

Da La vita moderna di Rocko:
- Rocko (DLC autunno 2022)[6]

## Sviluppo
Dopo il successo del picchiaduro Slap City dello studio indipendente svedese Ludosity, Nickelodeon ha contattato gli sviluppatori del gioco e ha presentato i loro piani per un platform fighter. Nickelodeon All-Star Brawl è entrato in produzione all'inizio del 2020, venendo sviluppato da Ludosity con l'aiuto dello studio costaricano Fair Play Labs. Il gioco è stato progettato pensando al gioco competitivo sin dall'inizio, con Ludosity in cerca di semplificare i comandi per i nuovi giocatori senza sacrificare la profondità di gioco ricercata dai giocatori competitivi. Il roster dei personaggi è stato scelto in collaborazione tra GameMill e Ludosity; secondo Ludosity, solo alcune delle loro scelte di personaggi sono state respinte da Nickelodeon a causa di problemi di licenza globali. Prima del suo annuncio, l'esistenza di Nickelodeon All-Star Brawl è trapelata da GameFly il 10 luglio 2021. Il gioco è stato annunciato ufficialmente tre giorni dopo, il 13 luglio, tramite un trailer su IGN. È il primo gioco per console della lunga serie Nickelodeon Super Brawl, con giochi precedenti che erano giochi per browser online e giochi per dispositivi mobili. Come Nickelodeon Kart Racers e Nickelodeon Kart Racers 2: Grand Prix, i due precedenti giochi Nickelodeon pubblicati da GameMill Entertainment, Nickelodeon All-Star Brawl non prevede la recitazione vocale per nessuno dei personaggi giocabili. Il CEO di Ludosity Joel Nyström ha dichiarato che "mentre continuiamo a costruire il franchise di Nick All-Star Brawl, esamineremo tutte le opzioni, che potrebbero includere l'aggiunta del doppiaggio lungo la strada". Maximum Games ha distribuito copie fisiche del gioco nella maggior parte dell'Europa, mentre l'editore francese Just For Games ha distribuito copie fisiche in Francia grazie alla partnership dell'editore con GameMill Entertainment.

## Sequel
Nickelodeon All-Star Brawl 2, la pubblicazione è stata pianificata al 7 novembre corrente anno per l'edizioni digitali PlayStation 5, Xbox Series, PlayStation 4, Xbox One, Switch, Steam, e al 1º dicembre per le versioni su supporto fisico.

## Accoglienza
L'annuncio di Nickelodeon All-Star Brawl è stato accolto con positività. Al momento della pubblicazione, il gioco ha ricevuto un'accoglienza perlopiù mista, con i recensori che hanno elogiato il gameplay ma hanno criticato la presentazione del gioco e la mancanza di contenuti.
Push Square ha definito il gioco "il miglior clone di Super Smash Bros. a cui abbiamo mai giocato", ma ha criticato la mancanza di modalità offerte e si è lamentato del fatto che la mancanza di doppiaggio rendesse il gioco "un po'' economico nel complesso".
IGN ha ritenuto che le differenze meccaniche e il buon gioco online rendessero il gioco un'ottima alternativa a giochi di combattimento simili come Super Smash Bros. Ultimate, notando che era molto meno rifinito o completo degli altri giochi.